# Parcs et jardins de Menton
La commune de Menton, comprend de nombreux parcs et jardins. La plupart se trouvent à l’est de la ville protégée par les falaises dites des Balzi Rossi. Les visites guidées de ses jardins se réservent au Service du Patrimoine.

## Jardins Biovès
- Jardins Bioves sur Commons

Chaque année depuis 1934, ce jardin accueille l’exposition de sculptures d’agrumes durant la Fête du Citron.

## Jardin d'agrumes du Palais Carnolès

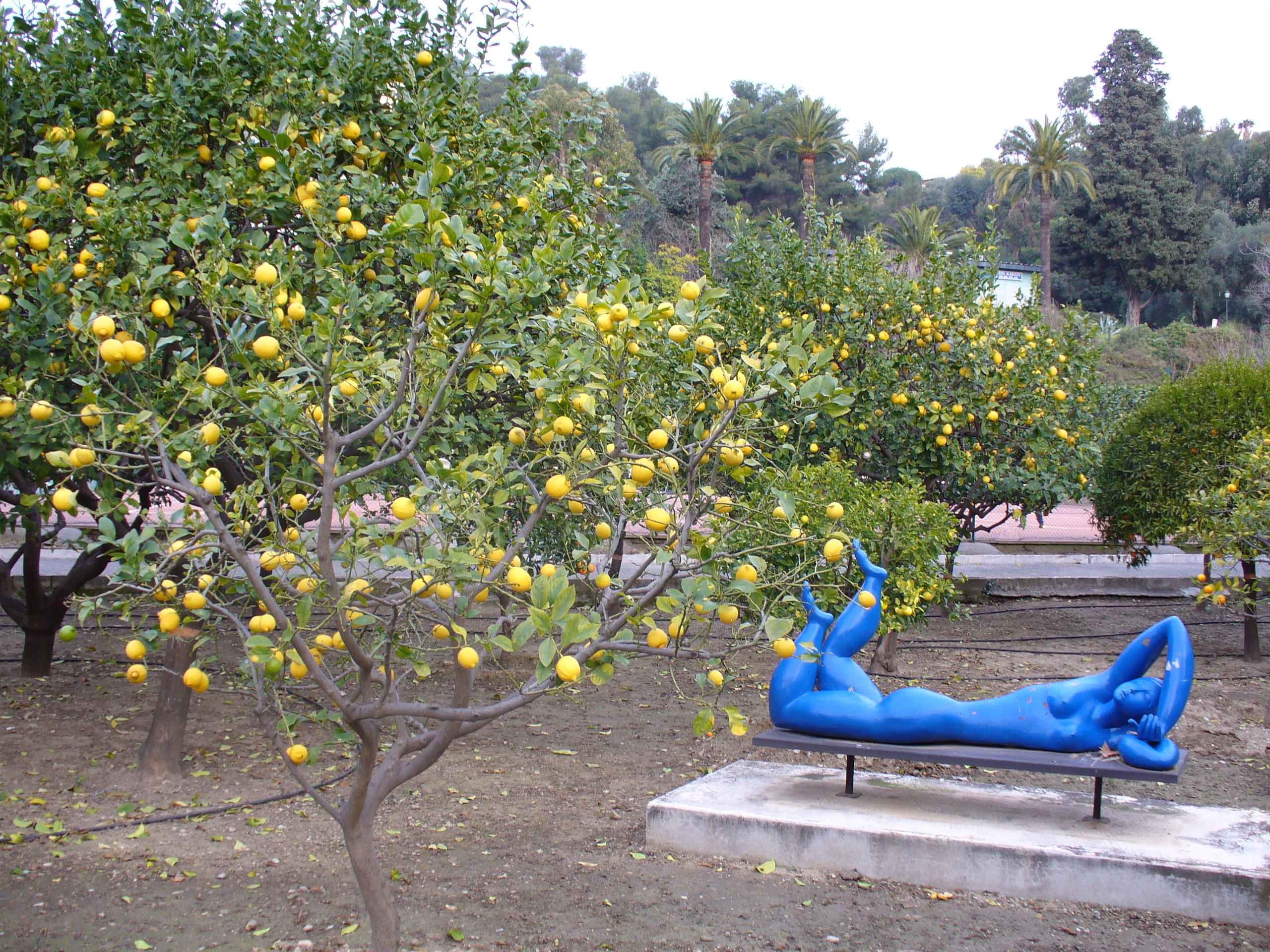
Aegina allongée du jardin Carnolés

- Jardin du Palais Carnolès sur Commons

Situé avenue de la Madone, il abrite la plus importante collection d’agrumes d’Europe. Sur un terrain acheté aux moines de Lérins en 1717, le prince Antoine Ier décide de construire un palais au caractère de Trianon entouré de vergers. Le « jardin du prince » est réalisé en 1725 par l'architecte Latour et un plan de cette époque mentionne un jardin potager magnifique aménagé d’allées en étoile et irrigué par deux bassins à jet d’eau. À cette époque la propriété est ceinturée de haute muraille recouverte d’espaliers de raisin et arborée d’orangers du Portugal. Aujourd’hui, le jardin adopte un plan rectiligne et recense 137 variétés d'agrumes parmi lesquels 24 orangers doux (citrus sinensis), 6 bigaradiers (citrus aurantium), 6 citronniers (citrus limon)… 
De hauts palmiers Phoenix canariensis bordent l’allée principale, et depuis 1994 des statues d’art contemporain sont exposées dans le jardin.
Le parc est inscrit aux monuments historiques le 12 septembre 1969 et est labellisé « Jardin remarquable ».

## Jardin botanique du Val Rahmeh
- Jardin botanique du Val Rahmeh sur Commons

En 1922, Lord Percy Radcliffe, ancien gouverneur de l’île de Malte, achète une villa à la famille Adhémar de Lantenac, bien connue à Menton. En 1925, il crée un jardin exotique. Rameh est le nom de son épouse d'origine indienne . La propriété échoit dans les années 1950 à la botaniste Miss Campbell, passionnée par les daturas.
Propriété actuellement du Muséum national d'histoire naturelle, il abrite de nombreuses plantes exotiques et comestibles ainsi que quelques espèces rares comme le Sophora toromino, arbre mythique de l’Île de Pâques (jeunes spécimens).
Son entrée s'effectue au fond d'une impasse, dans le quartier de Menton Garavan. 

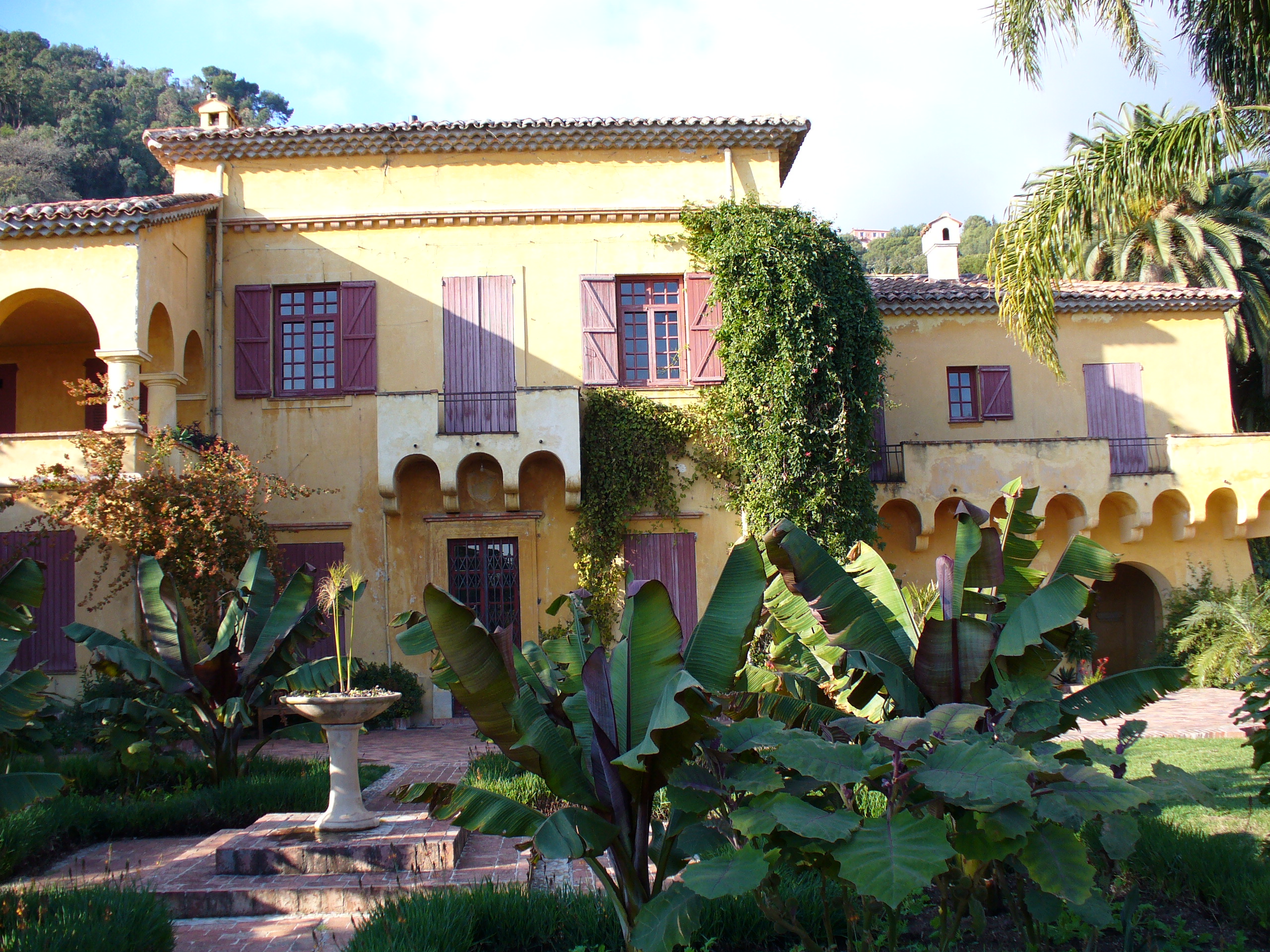
Accueil du Val Rahmeh
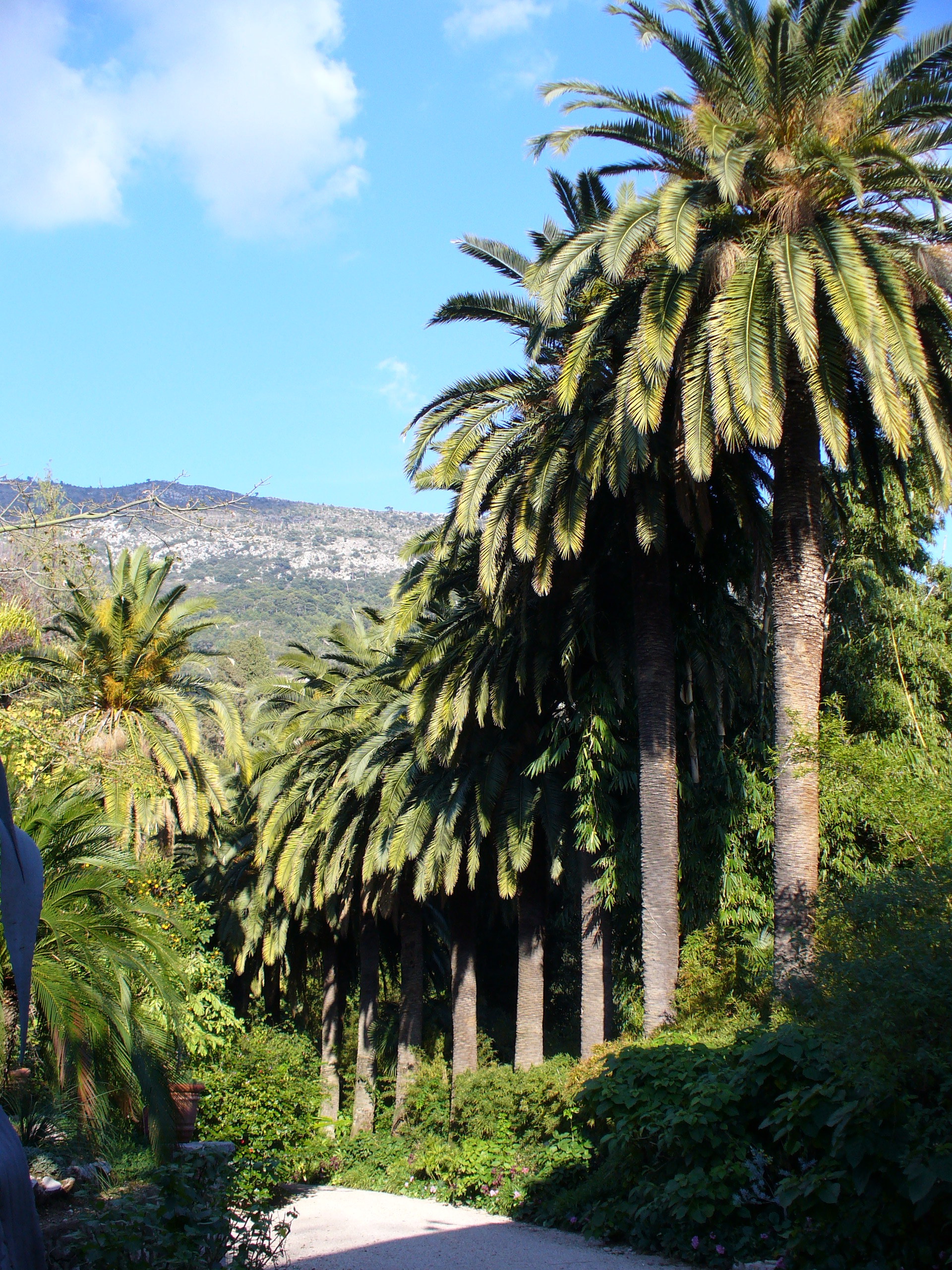
Alignement de Phœnix
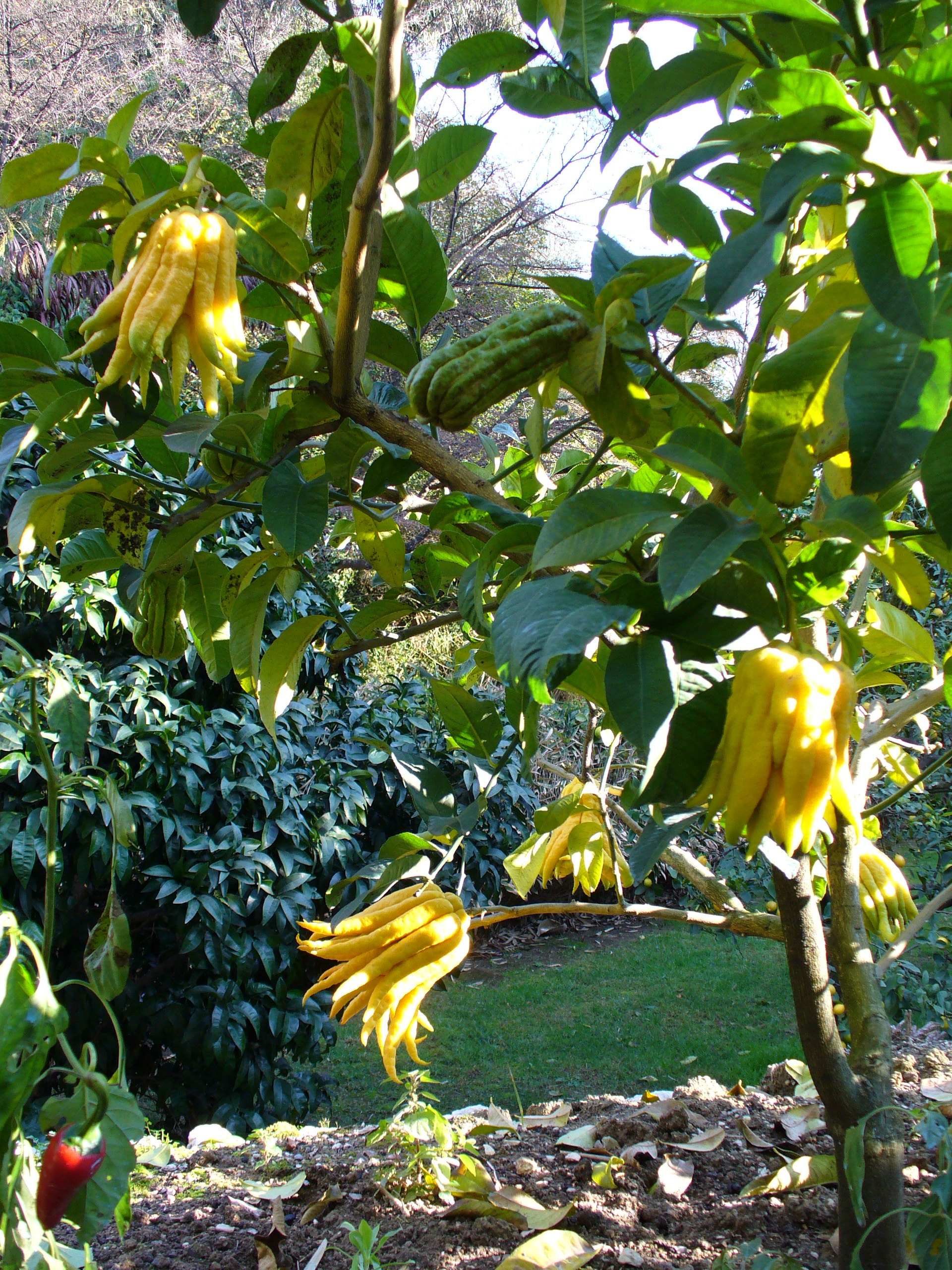
Citrus medica digitata
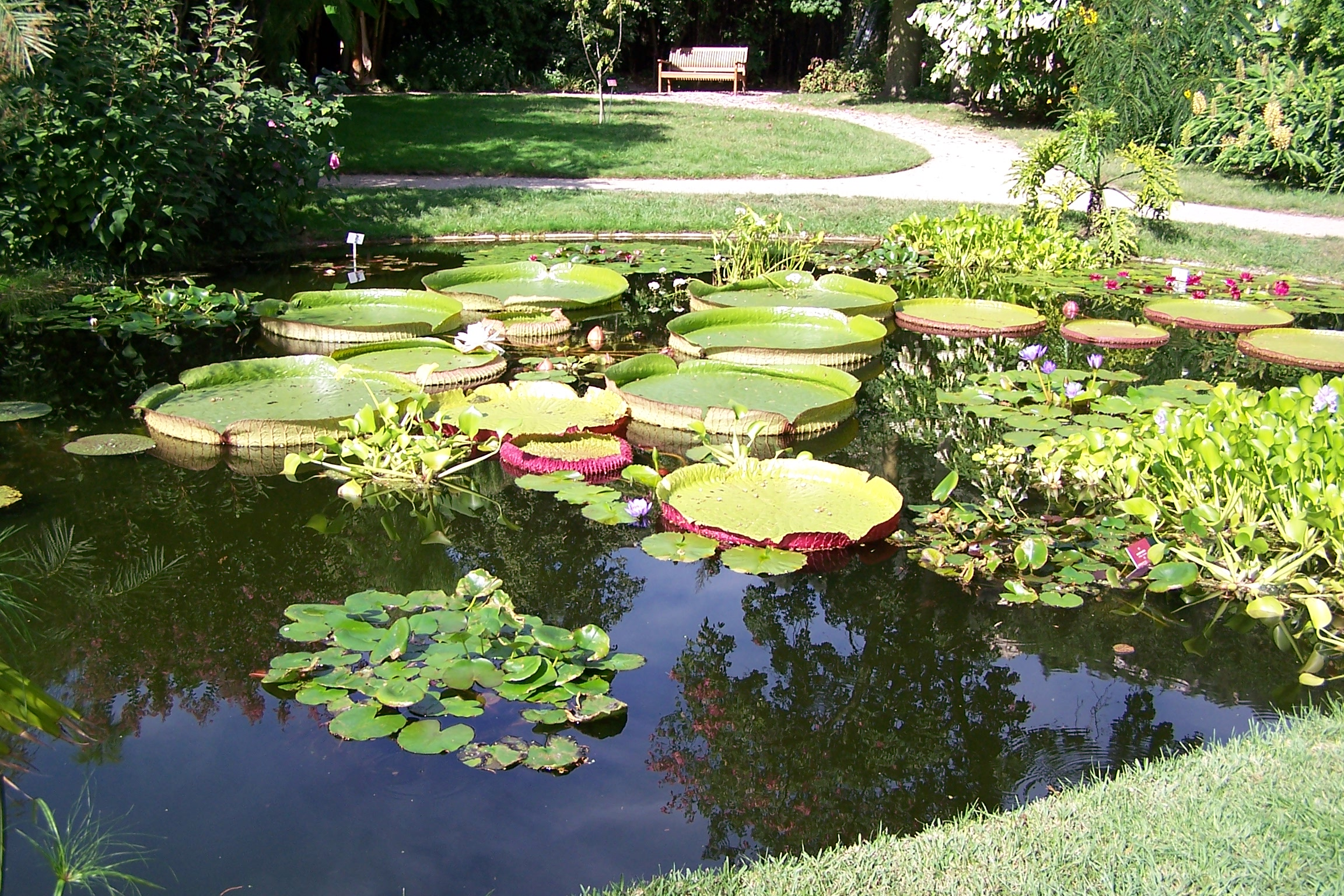
Victoria regina

## La Serre de la Madone
- Serre de la Madone sur Commons

La Serre de la Madone est un jardin botanique de sept hectares situé dans le val de Gorbio sur une colline autrefois arborée d’oliviers et de vignes. Il est créé dans les années 1920-1930 par le major Lawrence Johnston (propriétaire de Hidcote Manor en Angleterre) qui rapporta de ses voyages en Afrique du Sud et en Orient un grand nombre de plantes, dont le mahonia.
Classé Monument historique en 1990, il appartient désormais au Conservatoire du littoral depuis 1999 et est labellisé « Jardin remarquable ».

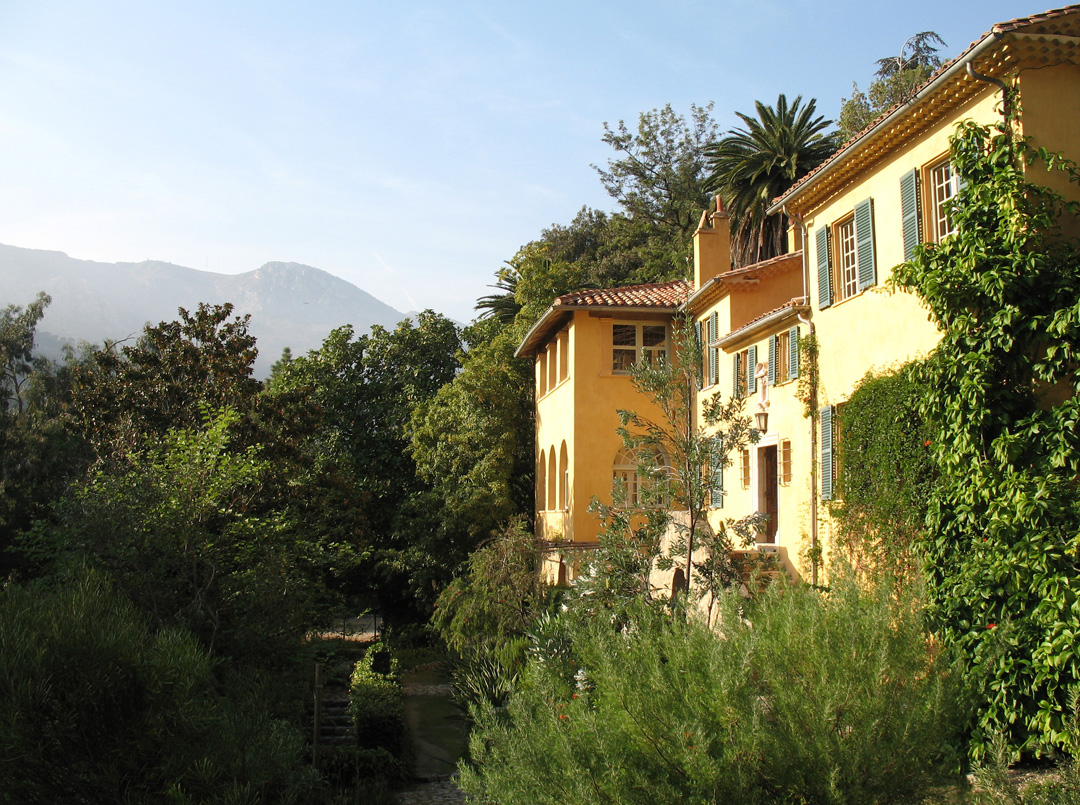
La villa
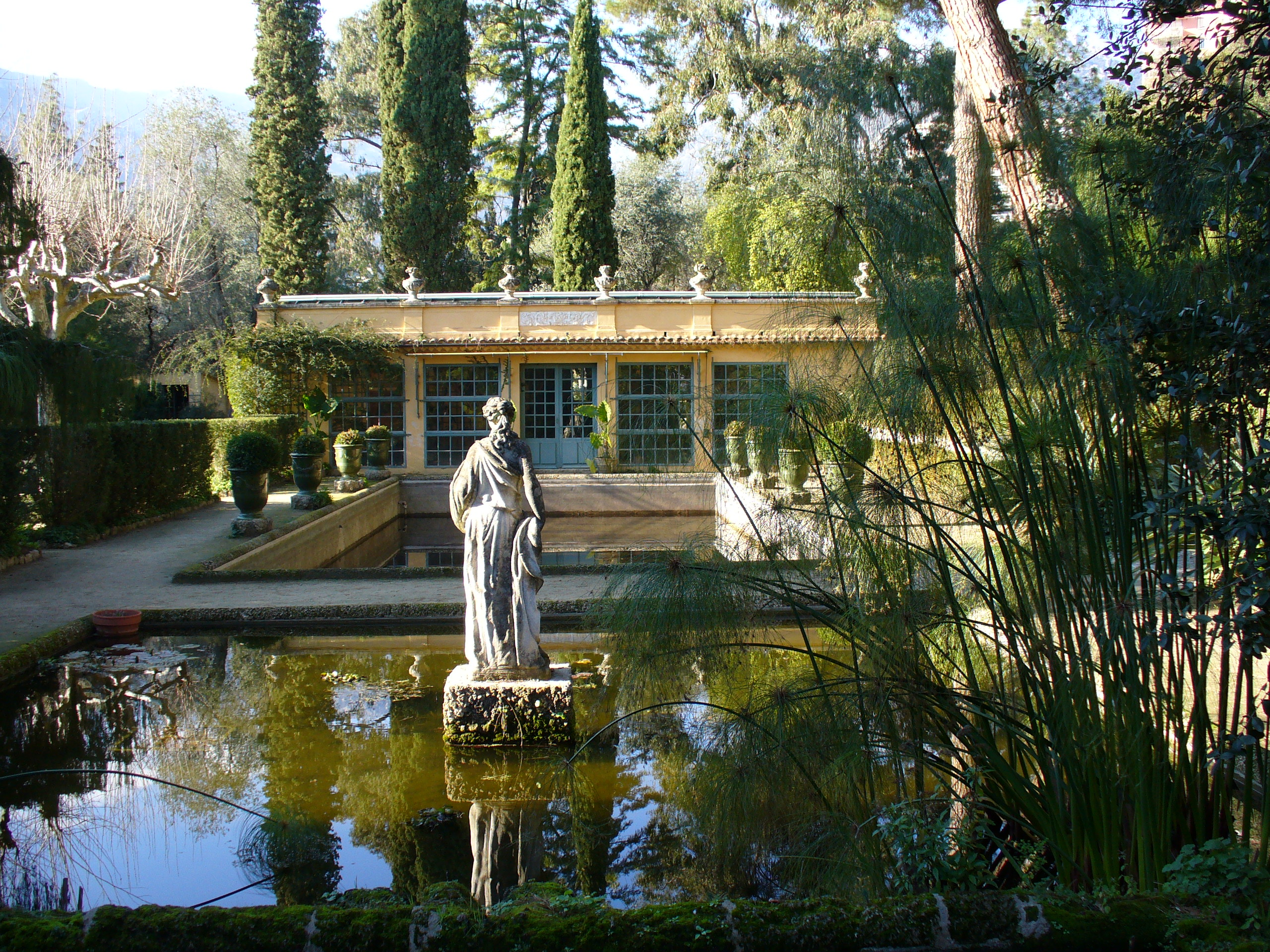
Statue de Vénus et papyrus
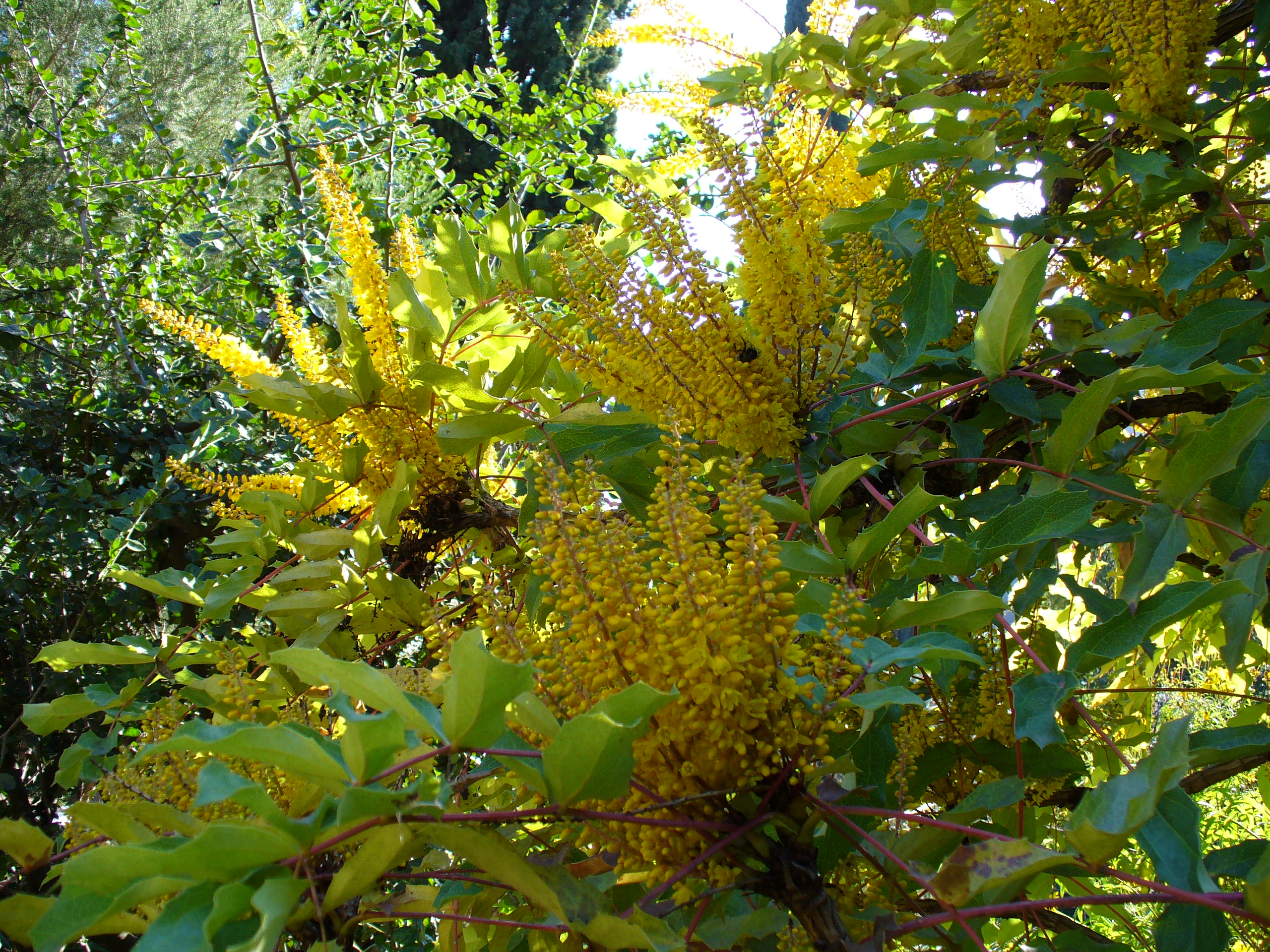
Mahonias Siamensis
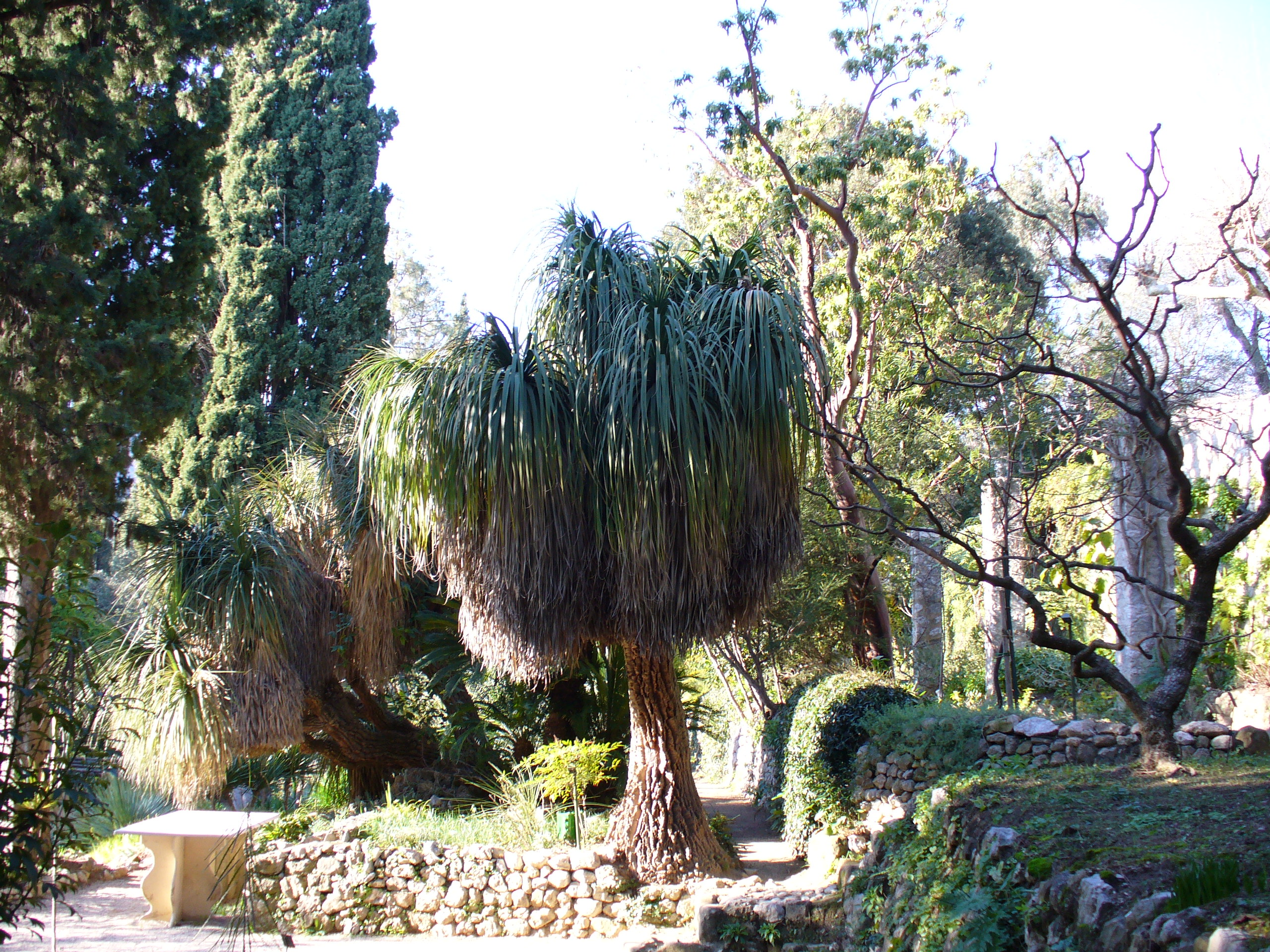
Nolina Longifolia

## Villa Maria Serena
- Jardin de la Villa Serena sur Commons

La villa a été construite par l'architecte Pierre Jansoulin pour l'ambassadeur de France en Autriche Louis-Alexandre Foucher de Careil. Elle a reçu la visite de l'impératrice Élisabeth d'Autriche.
Elle a ensuite été la propriété de l'anglo-américain Henry Konig qui en a fait don à la ville en 1947. Depuis, elle accueille des hotes de marque (René Coty) et sert de cadre aux réceptions municipales .
Elle est entourée d'un parc avec une vue dégagée vers la mer et la baie de Garavan. Proche de la frontière et protégé par les hautes falaises dites des Balzi Rossi, le jardin acclimate sur un hectare et demi des plantes tropicales et subtropicales dont certaines avec des dimensions exceptionnelles, comme la gerbe de Strelitzia alba ou des curiosités comme le dragonnier des Canaries ou l'espèce Chorisia speciosa. On y trouve également l'espèce Xanthoceras sorbifolium, originaire de Chine.
Les troncs de certains palmiers portent des traces de combats de la Seconde Guerre mondiale  qui amputa aussi la tour de la villa d'un étage. Depuis 2006, ce bâtiment reçoit annuellement les étudiants du campus de Sciences Po Paris basé à Menton pour leur Gala de fin d'année.

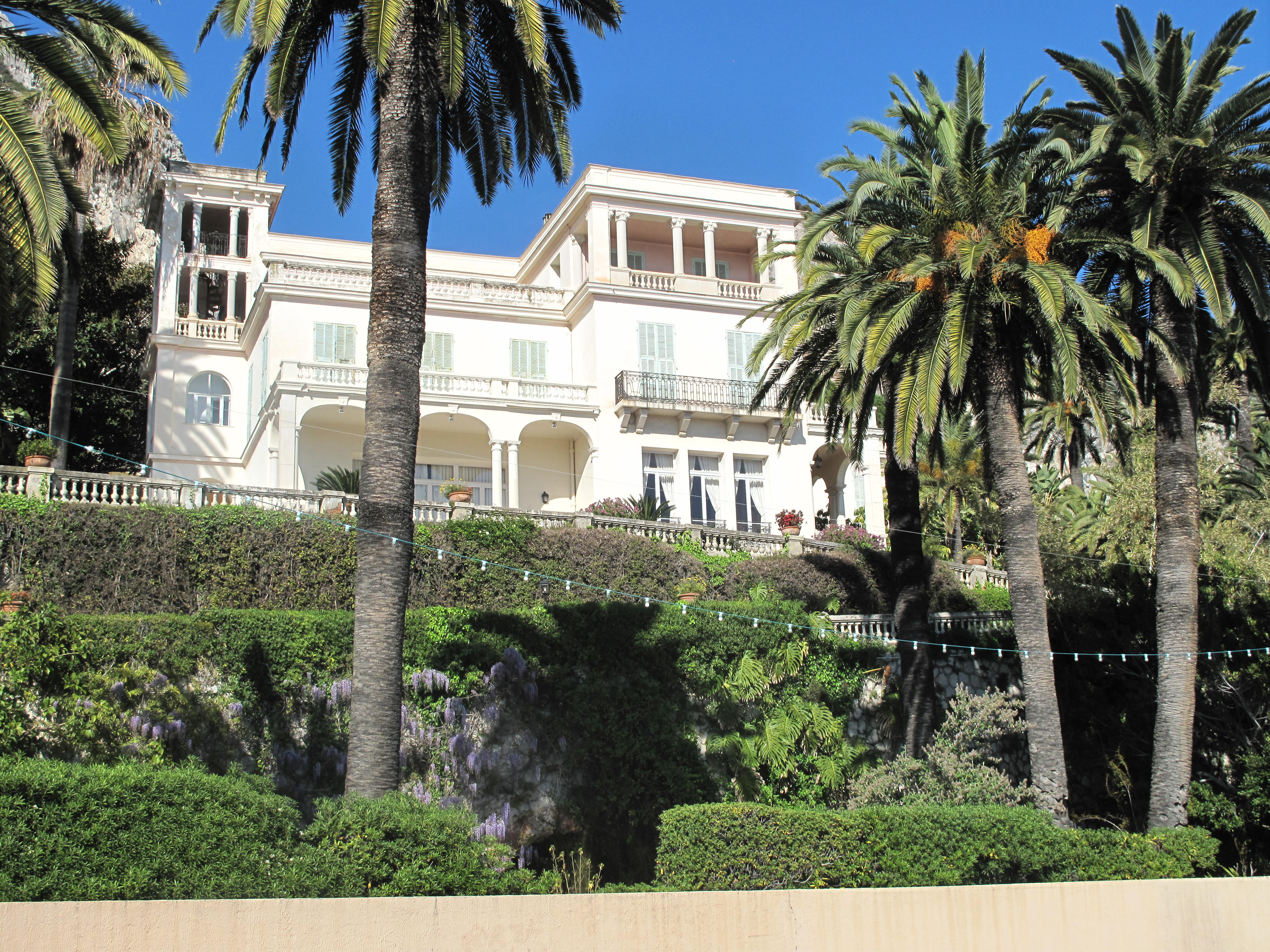
Maria Serena
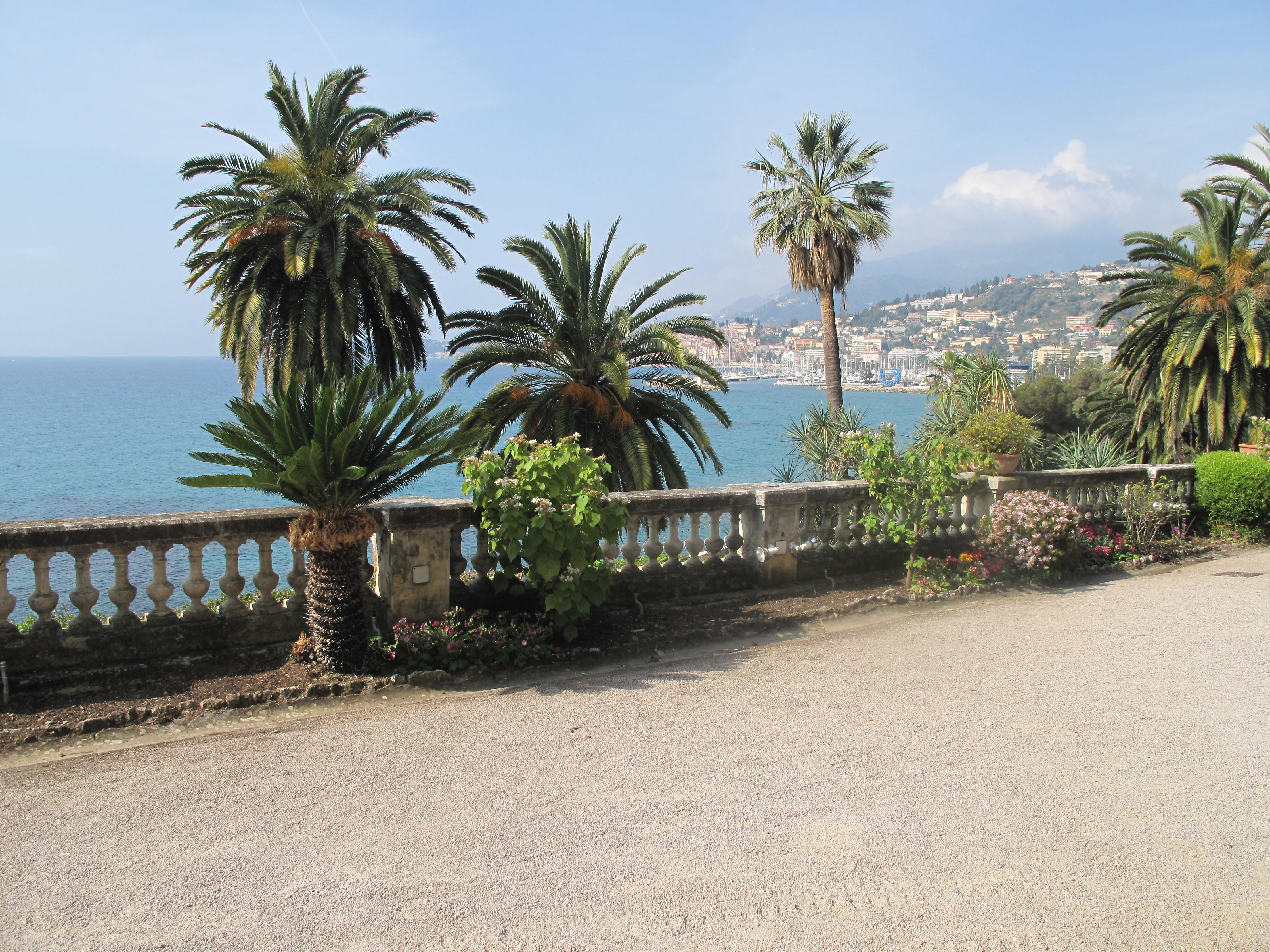
Vue depuis les terrasses
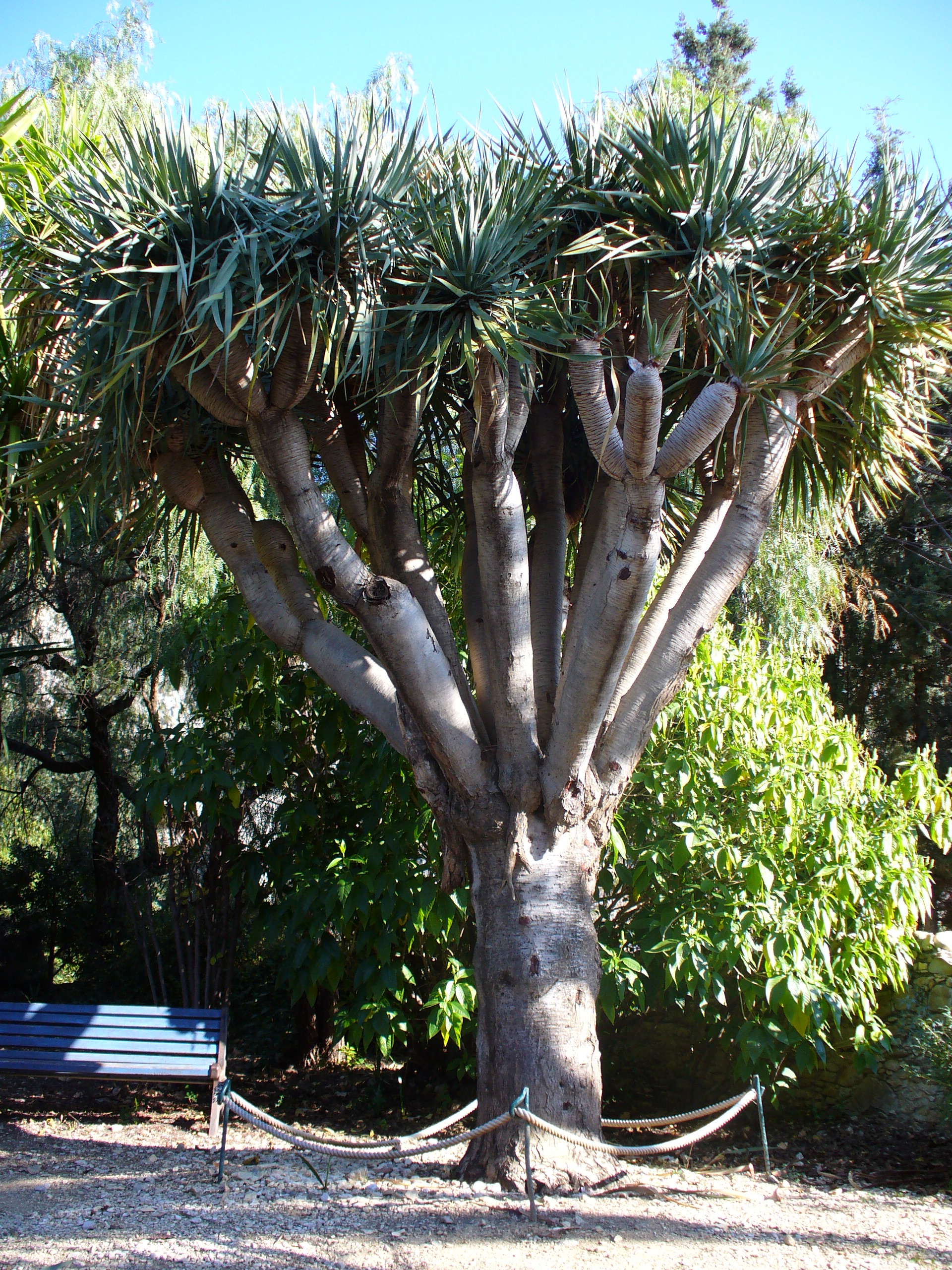
Dragonnier des Canaries
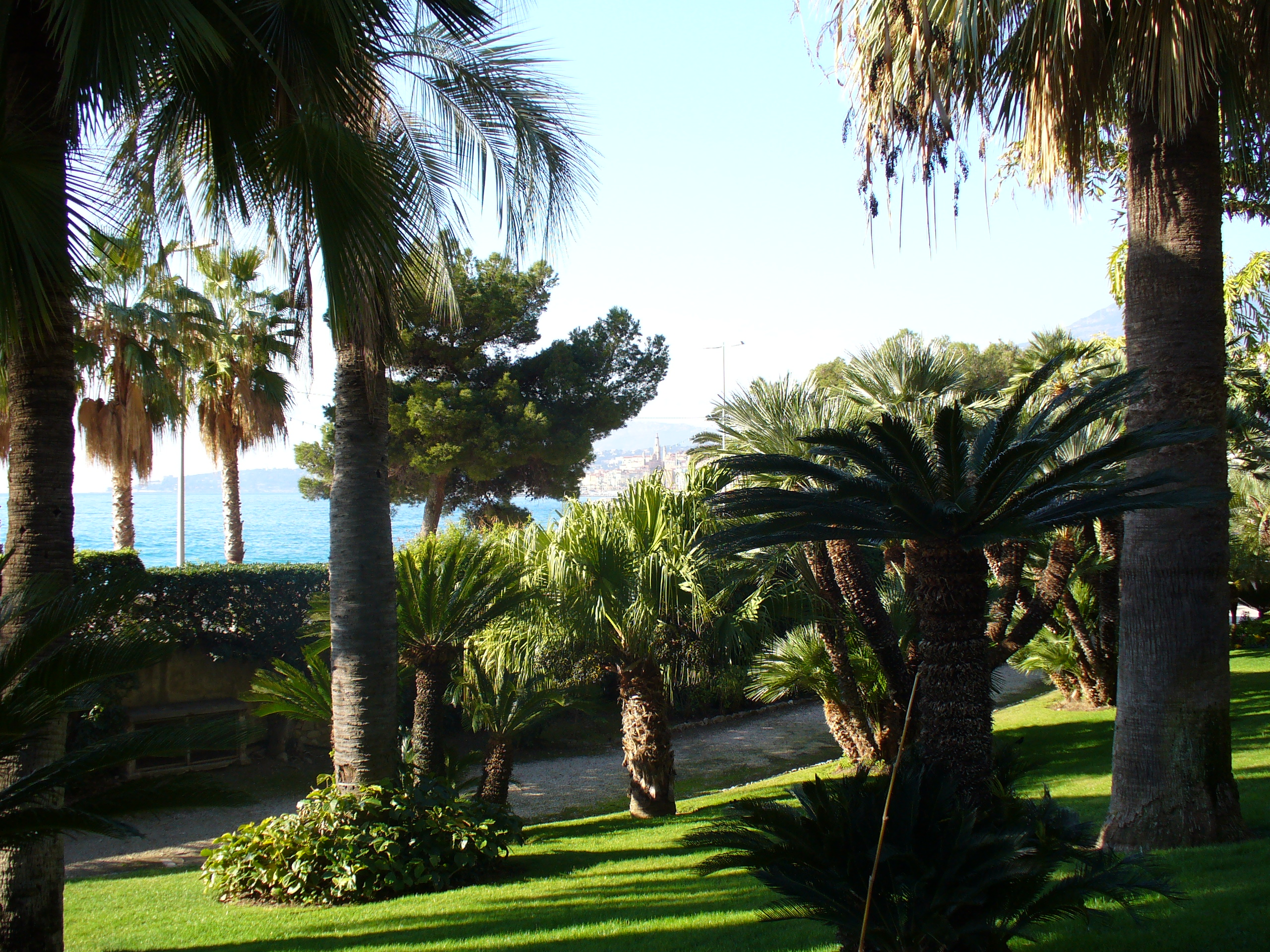
Cycas
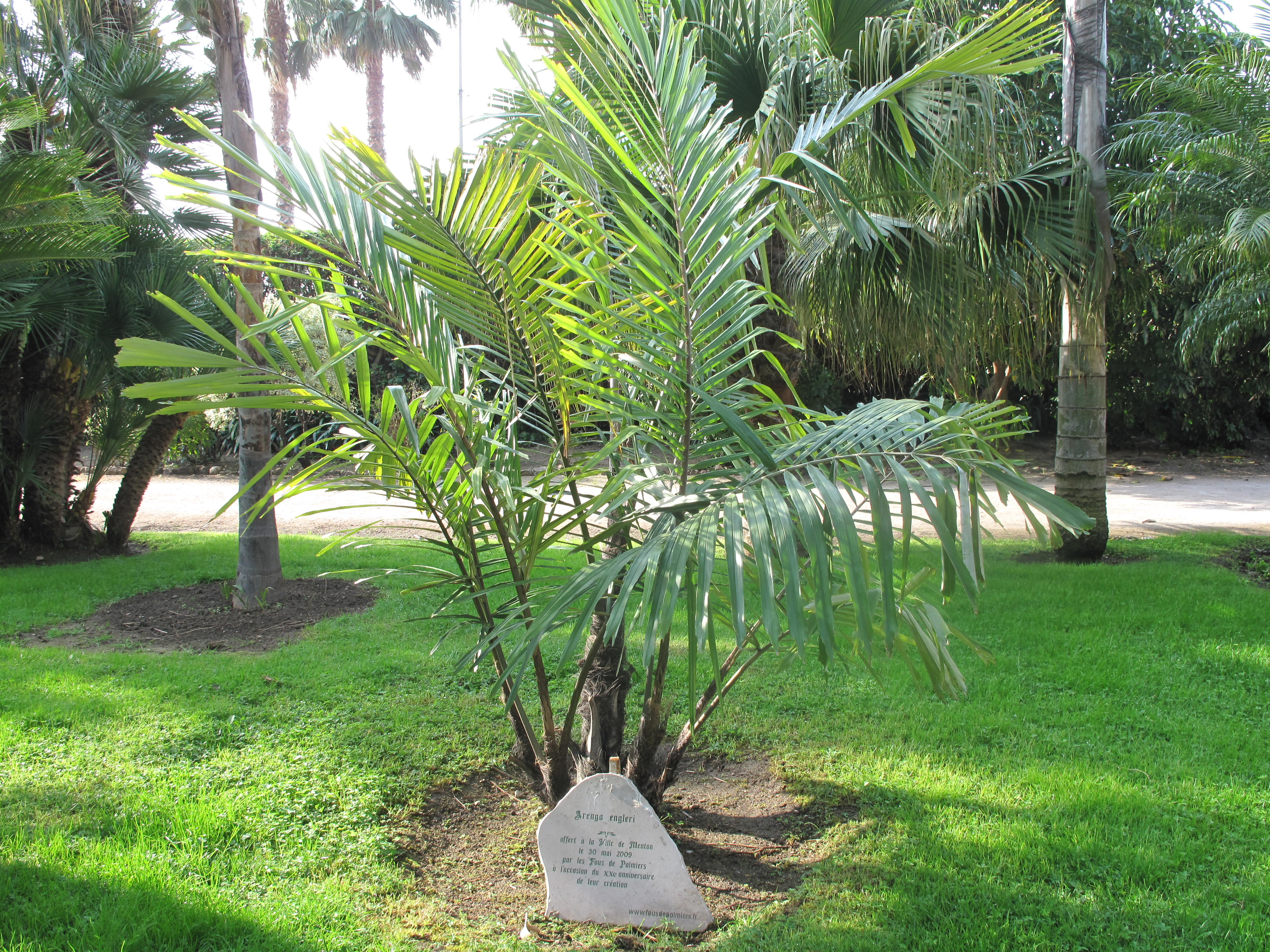
Arenga engleri planté par l'assoc. des Fous de Palmiers le 30 mai 2009

## Fontana Rosa
- Jardin de Fontana Rosa sur Commons

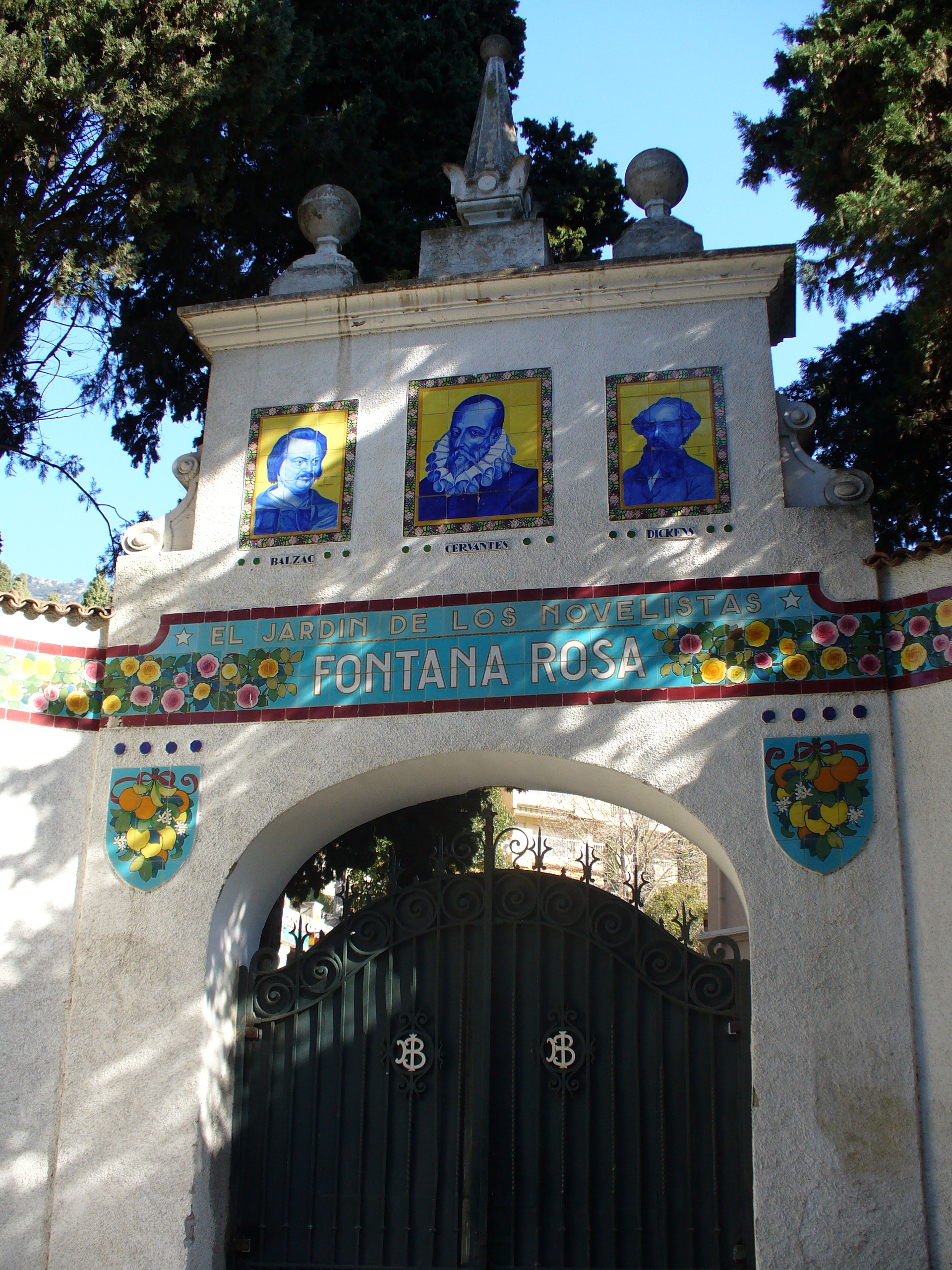
Fontana Rosa (entrée)

Fontana Rosa, aussi appelé Jardin des Romanciers, est situé avenue Blasco-Ibanez.
Créé en 1921 par l'écrivain Blasco Ibáñez, ce jardin de céramiques est classé monument historique. 
Il s'agit d'un jardin particulièrement original d'inspiration andalouse et arabo-persane, où se dressent des Ficus macrophylla, des palmiers et des Araucaria heterophylla. 
Le jardin se veut un hommage aux écrivains favoris de Blasco Ibáñez : Cervantès, Dickens, Shakespeare, dont les portraits sont visibles à l'entrée de la résidence et auxquels sont dédiées tour à tour certaines rotondes ou fontaines, d'où le nom de « Jardin des Romanciers ».
Plusieurs édifices recouverts de céramiques polychromes sont répartis dans le jardin. Ces édifices très colorés reprennent des thèmes et scènes évoquant l’enfance du romancier et des souvenirs de sa terre natale.
Fontana Rosa est en cours de restauration.

## Le clos du Peyronnet
Situé dans la zone de Garavan, le domaine appartient à William Waterfield, un passionné et collectionneur d'espèces tropicales. Il est paysagé d'un remarquable escalier d'eau constitué de bassins successifs.

## Domaine des Colombières
- Domaine des Colombières sur Commons

En 1918, Emile Ladan-Bockairy et sa femme achètent une propriété appartenant au philosophe Fouillée. Elle est située au-dessus de la baie de Menton, à l’est de la vieille ville. Ils invitent leur ami, l'écrivain français Ferdinand Bac (1859-1952) mais aussi caricaturiste, décorateur, peintre, ferronnier et paysagiste, à reconstruire et à agrandir la villa entre 1919 et 1927. Sa conception se nourrit de références antiques et de souvenirs de voyages en pays méditerranéens. Autour de la maison, Bac conçoit aussi le jardin, riche en folies, pavillons, colonnades, ponts et autres jardins secrets. Bac s'installe définitivement aux Colombières et y finit ses jours. Le mausolée édifié sur un rocher qui domine le jardin contient les tombes des trois amis .  
Les jardins, sont plantés d’essences méditerranéenne avec la volonté de ne pas introduire de palmiers ou d'autres plantes tropicales exotiques .
Le domaine a été classé monument historique en 1991.

## Citronneraie du Mas Florano
Son jardin est créé il y a plusieurs siècles par une coopérative de paysans sur la colline de l’Annonciade. Il est composé d’une oliveraie très ancienne d’environ 200 arbres plus une citronneraie construite dans les années 1950 où prospèrent de nombreuses espèces d’agrumes. Il est labellisé « Jardin remarquable ».

## Parc du Pian
- Parc du Pian sur Commons

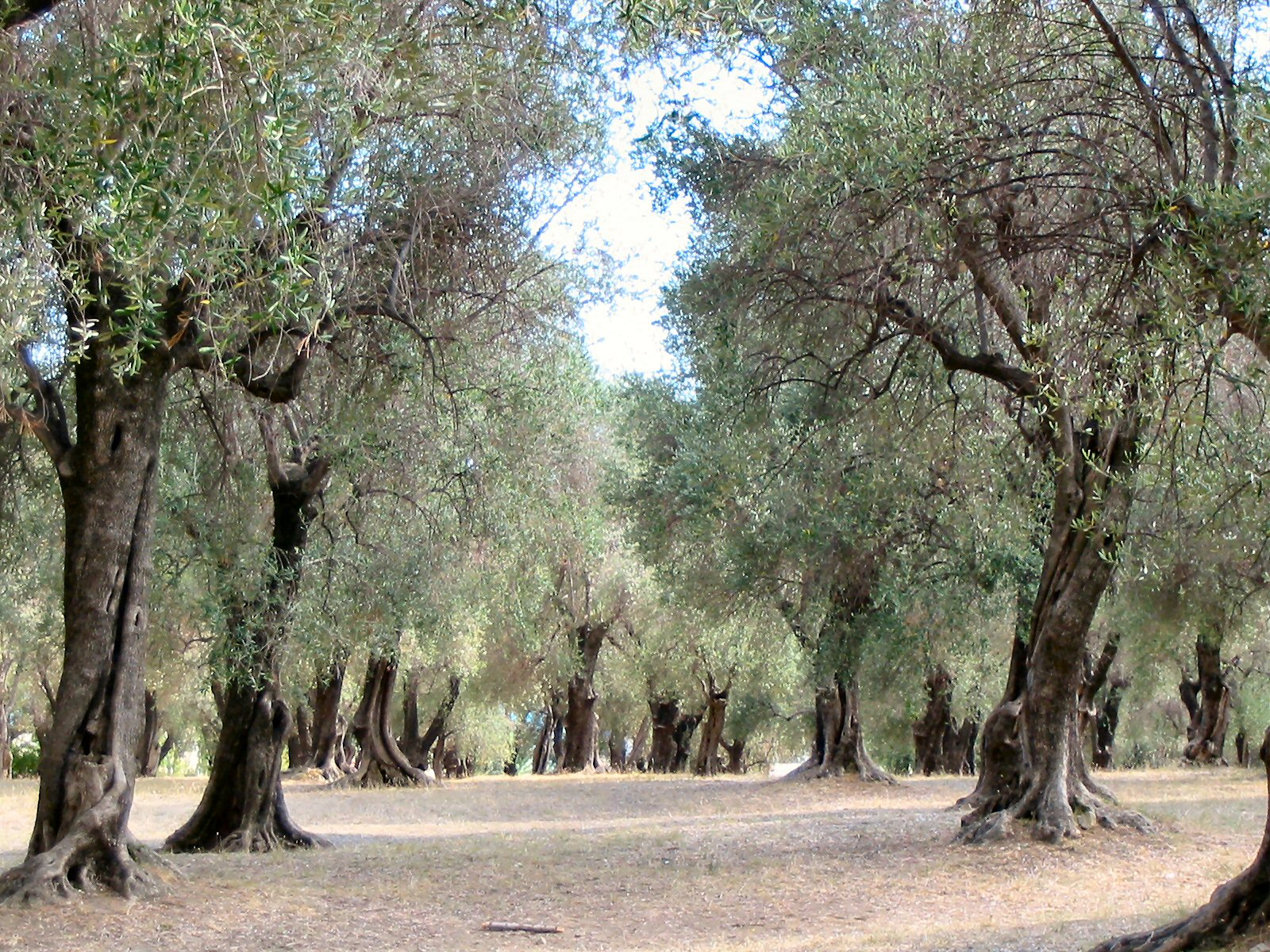
Parc du Pian

C’est une oliveraie de plus de trois hectares du quartier de Garavan. Il abrite plus de 500 oliviers pluriséculaires aménagés en restanque. Les mentonnais aiment s’y promener le dimanche.

## Boulevard de Garavan
Cette promenade constitue un superbe point de vue sur la baie.
Le nom des plantes (alignement public ou jardin privé) est parfois gravé sur le sol…

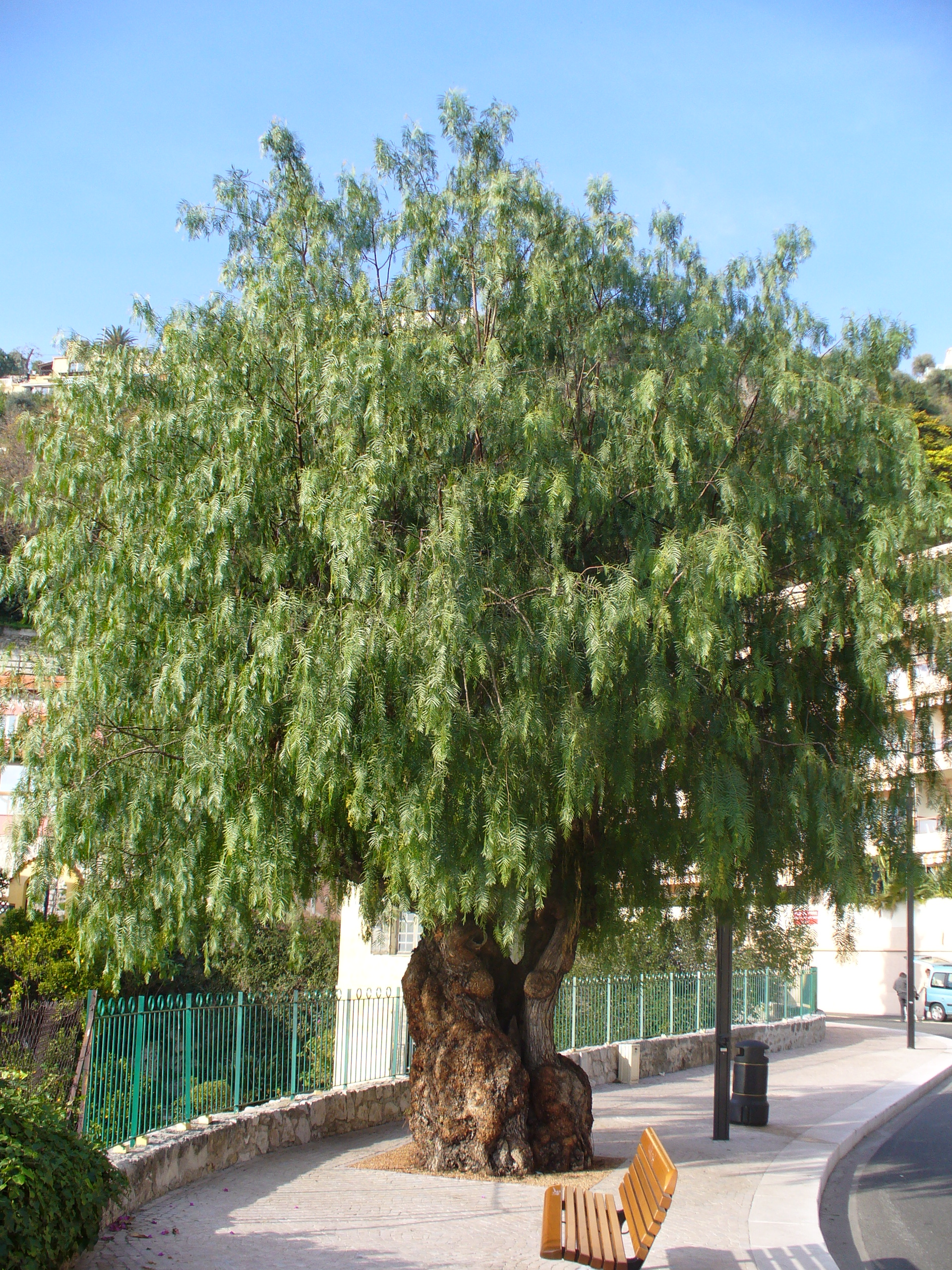
Schinus molle, boulevard du Garavan

## Square des États-Unis
Implanté en plein centre-ville, il reste peu visible du boulevard. C’est un jardin d’agrément destiné à la promenade et au repos. Le nom des végétaux est inscrit et le feuillage dessiné sur le dallage du sol.

## Plateau Saint-Michel
Ses 120 000 m2 arborés d'oliviers, de pins, de mimosas et de bruyères sont un véritable belvédère végétal sur le pays mentonnais.

## Les parcs botaniques disparus
- La Villa Africa fondée par l'astrophysicien René Jarry-Desloges fut un site d'acclimatation important sur la Riviera, notamment en fruitiers tropicaux[9]. Le domaine, situé entre le boulevard Garavan et la gare SNCF est aujourd'hui loti. Une partie des collections de la Villa Africa a été décrite par R. de Vilmorin dans le B.S.B.F. de 1950, session extra, page 120.